# Guntō

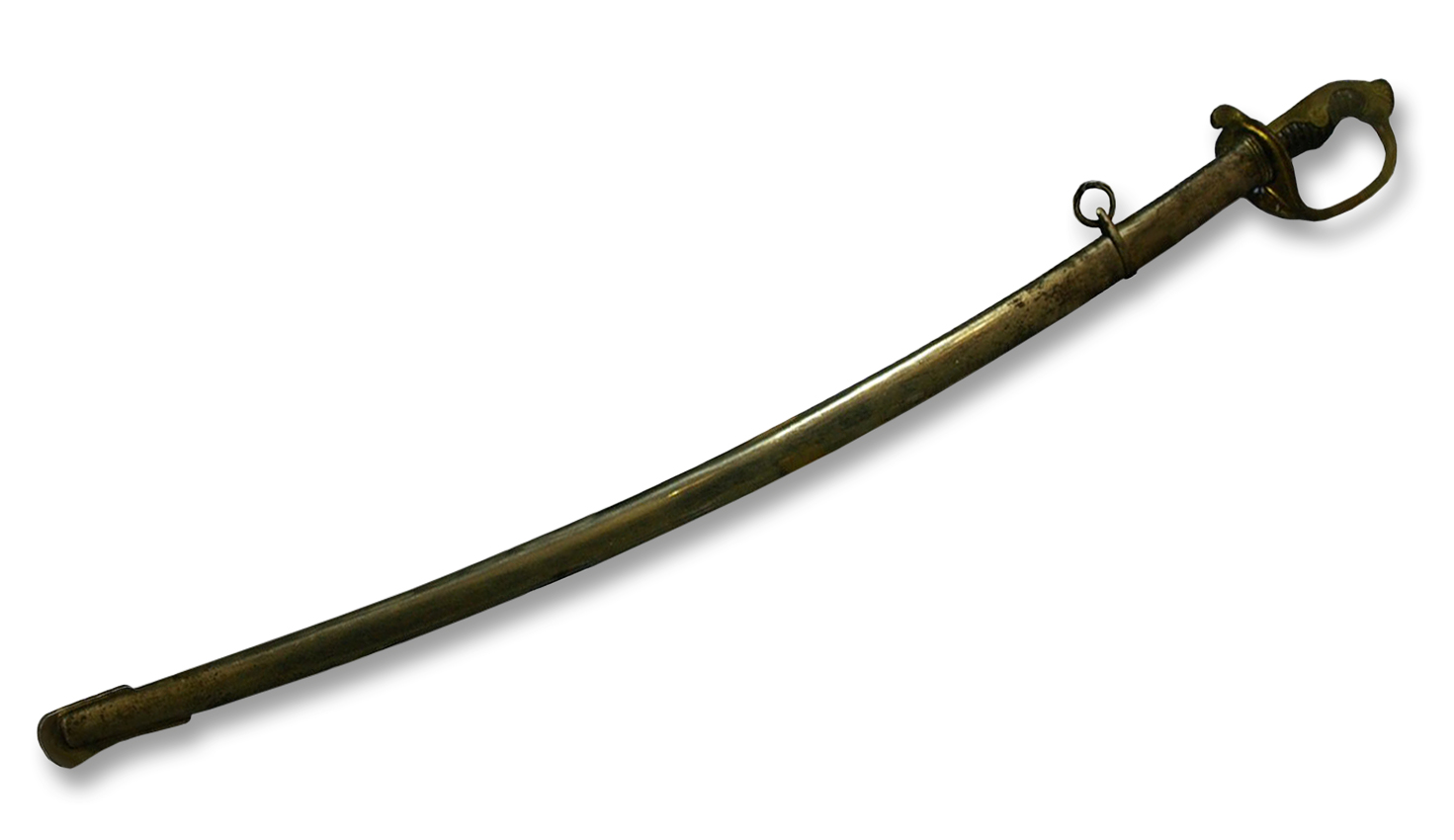
Das alte japanische Militärschwert „Kyū-Guntō“ (ab 1872) mit nur einer Öse (Obi-tori)

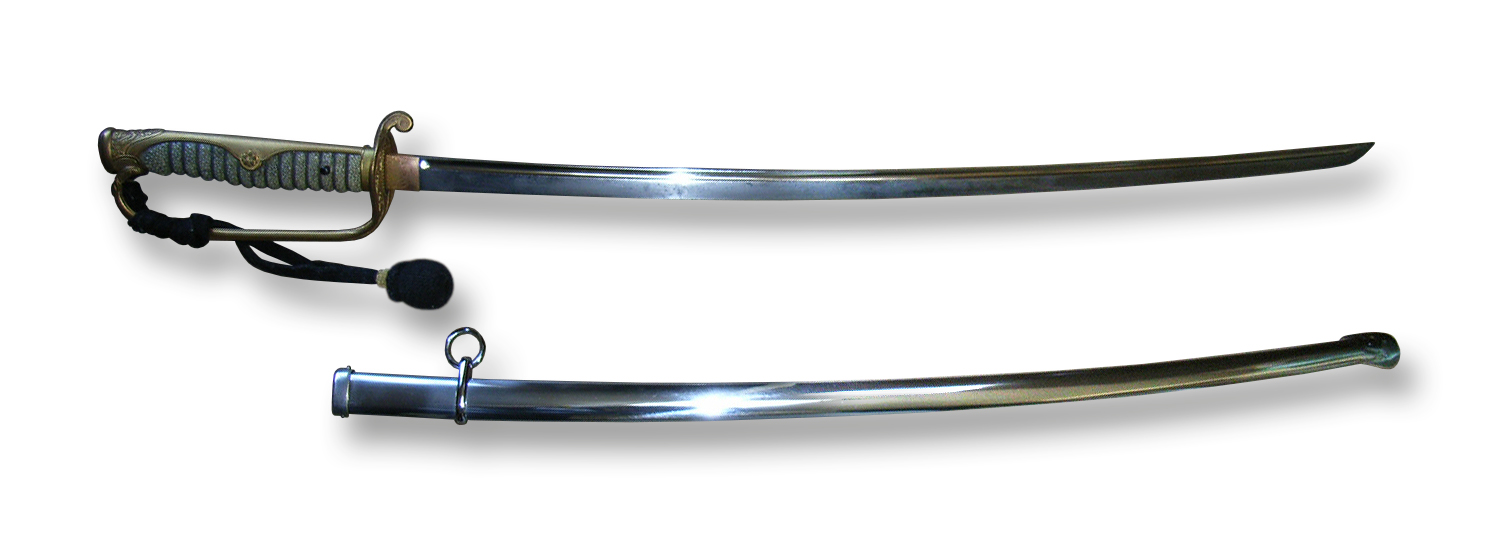
Interessante Mischform: das Grunddesign des europäischen (einhändig geführten) Säbel mit dem beidhändigen Griff des japanischen Katana

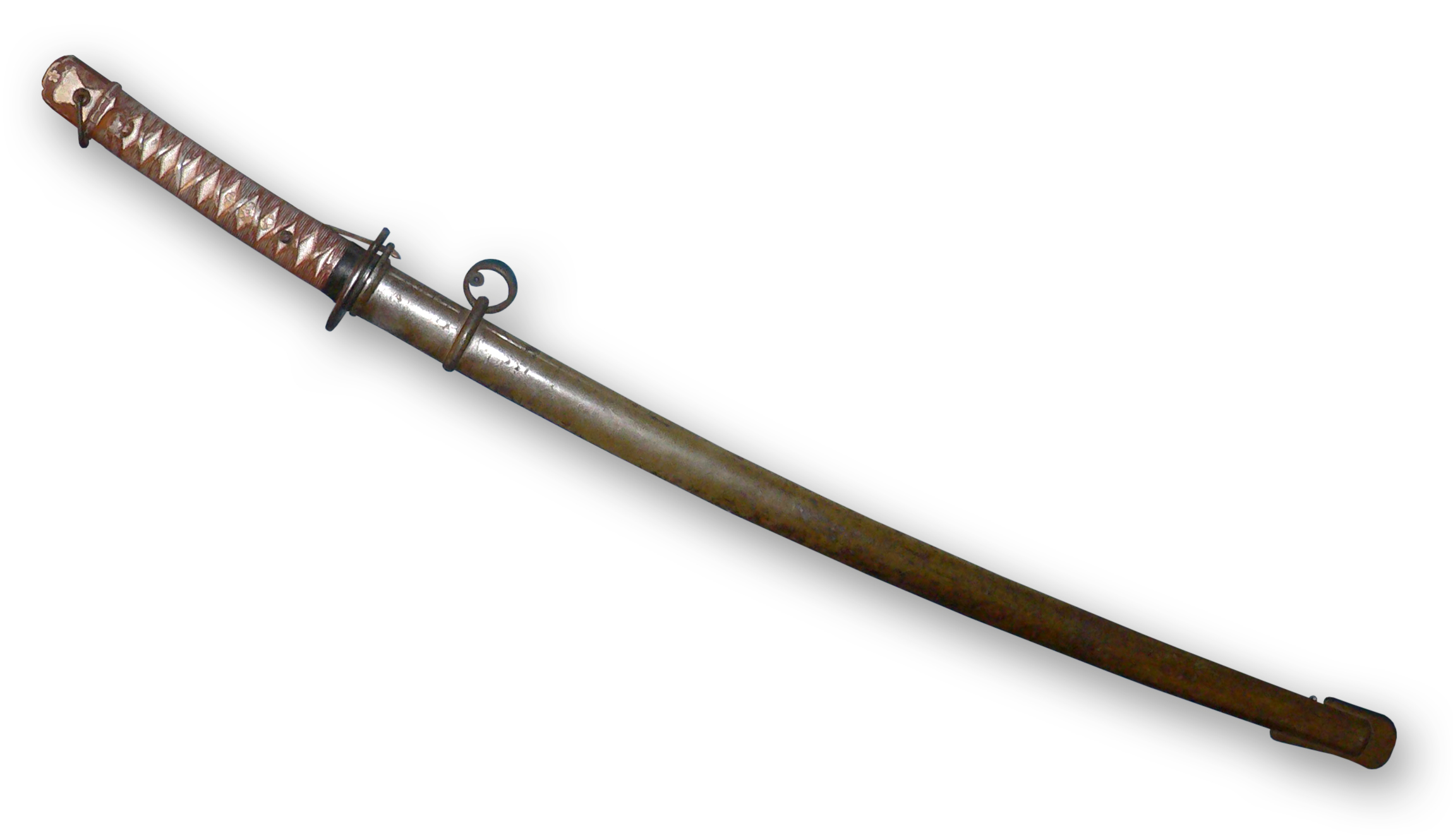
Ein Typ 95 NCO „Shin-Guntō“ („neues Armeeschwert“ / ab 1935).
Mit dem einfachen Sicherungssystem zur Arretierung des Schwertes in der Scheide

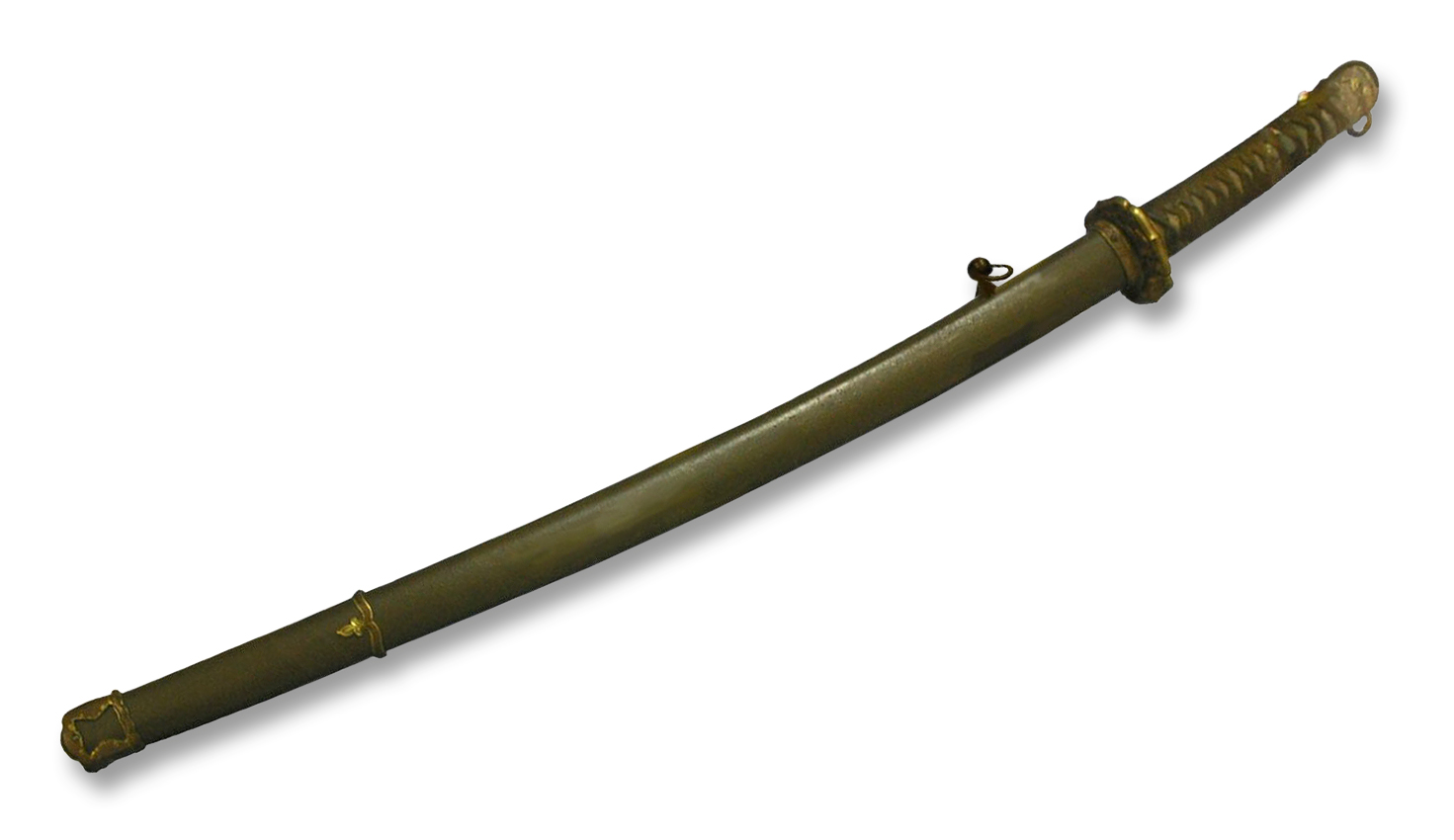
Die spätere Version Typ98 Guntō (ab 1938)

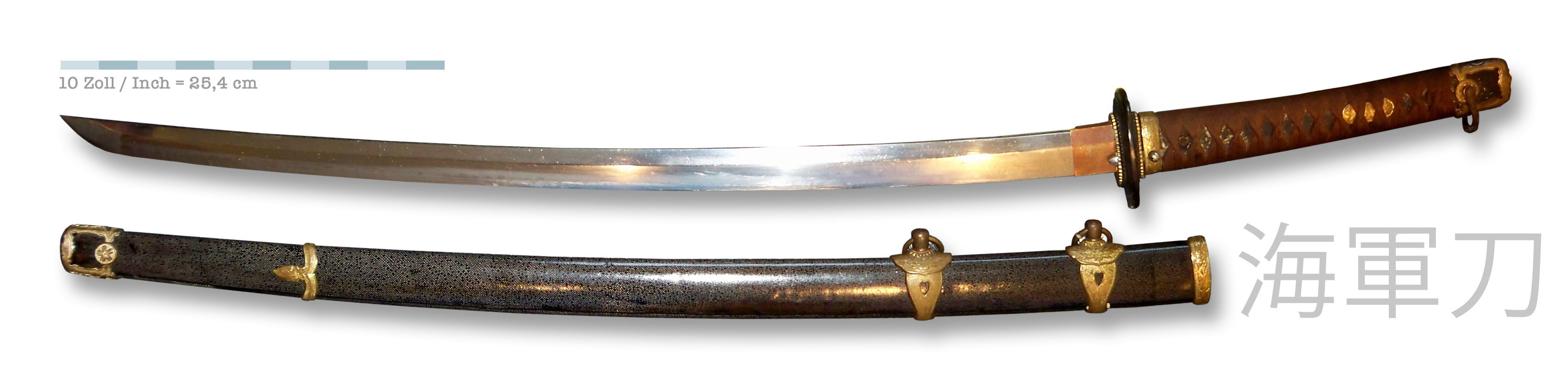
Das japanische Marineschwert „Kaiguntō“ (ab 1937) mit zwei Obi-tori (Befestigungsösen an der Scheide)

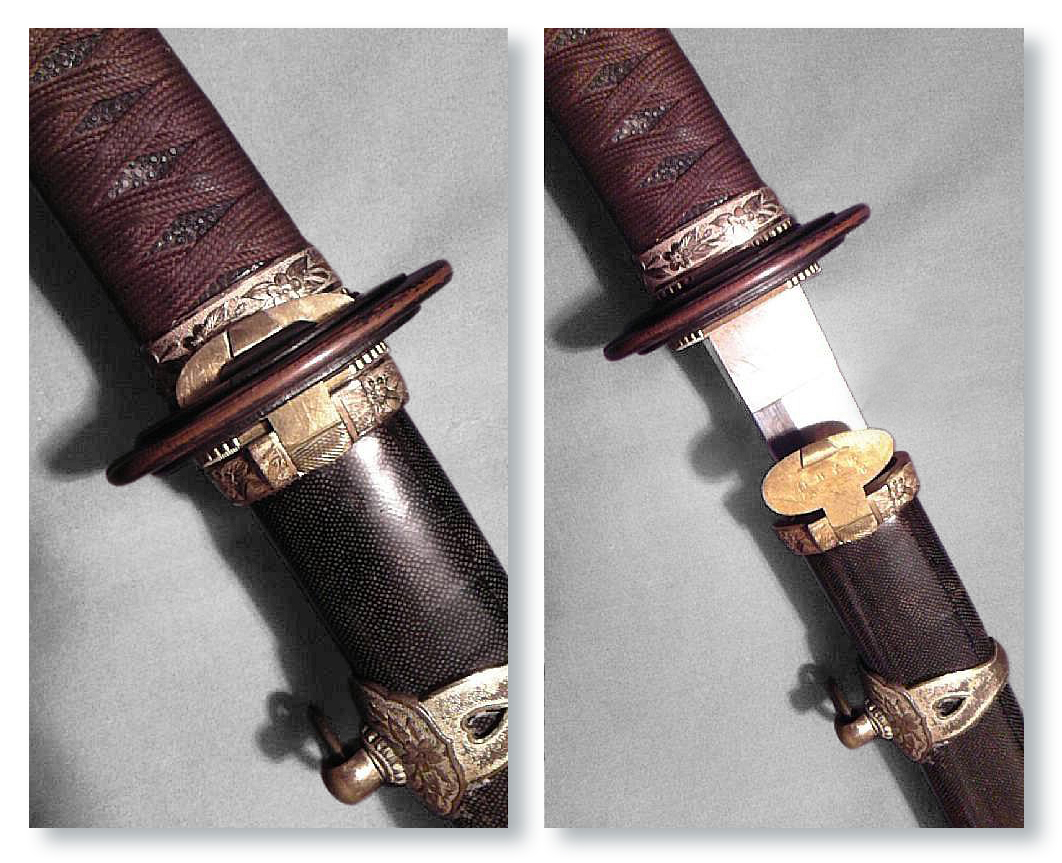
Detailaufnahme der Klingenarretierung beim „Kaiguntō“

Als Guntō (japanisch 軍刀 ‚Armeeschwert‘) werden japanische Militärschwerter bezeichnet. Ihre Blütezeit hatten sie im Zweiten Weltkrieg. Es ist eine Abwandlung des Katana, des Schwertes der Samurai.
Die japanische Armee und Marine setzten Schwerter in einem modernen Krieg ein, um den Soldaten den Geist des Bushidō, den Ehrenkodex der Samurai, näherzubringen.

## Beschreibung
Schon Ende des 19. Jahrhunderts führte Kaiser Meiji Montierungen im Design europäischer Säbel ein. Dieser Typ ist als Kyū-Guntō bekannt. Diese hatten keine gewickelten Griffe (Tsuka) und oft einen Bügel anstatt der traditionellen Tsuba. Ab 1934 kamen Montierungen mit den typisch gewickelten Griffen zum Einsatz. Sie verfügen über ein oder zwei Ösen, um sie an den Gürtel zu hängen und wie einen Säbel zu tragen. Viele Guntō haben einen Verriegelungsmechanismus („Arretierung“), der die Klinge in der Scheide festhält und durch einen Knopf im Griff freigibt (zu erkennen beim untersten Schwert auf dem Bild in der nebenstehenden Infobox). Die Klinge konnte maschinell in schlechtester Qualität gefertigt, aber auch traditionell von einem guten Schmied sein.

## Kyū-Guntō
Kyū-Guntō (旧軍刀 ‚altes Armeeschwert‘) sind Offiziersschwerter, die ab 1872 von den Offizieren der Kaiserlich Japanischen Armee und der Kaiserlich Japanischen Marine getragen wurden. Sie waren französischen Säbeln nachempfunden.
Die Klingen von Kyū-Guntō konnten sowohl traditionell als auch maschinell gefertigt worden sein. Kyū-Guntō sollten nicht mit dem Shikitō (Paradesäbel für Armee-Offiziere) verwechselt werden.
Das Kyū-Guntō wurde bis ins Jahr 1934 verwendet, als es offiziell vom Shin-Guntō abgelöst wurde. Bei der Kaiserlichen Marine wurden sie 1937 vom Kai-Guntō abgelöst. Dennoch kam es gelegentlich vor, dass Offiziere der Armee Kyū-Guntō statt Shin-Guntō trugen.

## Shikitō
Shikitō sind Paradesäbel, die während Friedenszeiten zu Paradezwecken getragen wurden. Der Griff wurde meistens mit schwarzen Leder und Draht aus Messing umwickelt. Der Handschutz besteht aus Messing. Die Scheide besteht, wie beim Kyū-Guntō, aus verchromtem Stahl. Die Polizei trug ebenfalls eine Version des Shikitō, die eine andere Verzierung am Griff trug. Die Armee hatte eine fünfblättrige Kirschblüte, während die Polizei eine zehnblättrige Kirschblüte hatte. Die Klingen wurden meistens maschinell produziert, obwohl es in extrem seltenen Fällen auch Gendaitō in Shikitō-Montierungen vorkommen.

## Armee: Shin-Guntō (新軍刀‚neues Armeeschwert‘)
Die Schwerter der kaiserlichen Armee sind am einfachsten daran zu identifizieren, dass sie nur eine Öse (Obi-tori) haben. Sie wurden von gewöhnlichen Offizieren getragen.
Die Saya (Schwertscheide) war meist aus bräunlich lackiertem Metall. Der Griff bestand aus einfachem Holz und war entweder traditionell gefertigt mit tsuka-ito (Wickelband aus Seide), menuki usw. Bei ganz billigen Klingen war auch die Qualität der Montierung minderwertig. Generell gilt, dass je höher die Qualität der Montierung ist (z. B. echte Same-gawa, Rochenhaut und feine Ausarbeitung), desto höher ist auch die Güte der Klinge einzuordnen.
Eine Unterversion des Shin-Guntō ist das Typ 95 NCO Shin-Guntō, das ab 1935 von rangniedrigen Offizieren der Armee getragen wurde. Der Griff dieser Schwerter wurde bei den frühen Exemplaren aus Kupfer gefertigt, während er bei den späteren Exemplaren aus bemaltem Aluminium bestand. 1945 kamen NCO Shin-Guntō mit geritzten Holzgriffen auf. Alle NCO Shin-Guntō hatten maschinell hergestellte Klingen von minderwertiger Qualität. Man erkennt maschinell produzierte Shin-Guntō an der Seriennummer an der Klinge und der Montierung.
Ab 1943 kam eine weitere Version des Shin Gunto auf, bei denen der Griff in der Mitte mit lackiertem Band umwickelt wurde. Die Scheide bei diesen Schwertern bestand aus dunkelbraun lackiertem Holz von rauer Textur. Die Qualität der Klingen variierte von maschinell produzierten Exemplaren bis hin zu traditionell gefertigten Gendaito. Die Tsuba bestand aus geschwärztem Eisen.
Vom 1943er Shin Gunto gab es wiederum eine weitere Version, bei denen die Klingen allesamt maschinell produziert wurden. Man erkannte sie an der hellbraunen oder der hellgrünen Metallscheide und daran, dass anstelle von Rochenleder weißer Stoff verwendet wurde, der wiederum von grüner bzw. hellbrauner Schnur umwickelt wurde.
Den Offiziersstatus und die Truppenzugehörigkeit konnte man an verschiedenfarbigen Seidenbändern mit Quasten erkennen, die an einem Bügel am Griffende befestigt war.
Im Feld wurden Saya und Griff oft durch Lederüberzüge geschützt. Diese waren auch Teil der Feldtrageweise, bei der das Schwert in einem Ledergürtel schräg über dem Gesäß getragen wurde, um nicht in der Bewegung zu behindern.
Es gab extra Firmen zur Herstellung, deren Klingen waren jedoch ausnahmslos maschinell und in großer Stückzahl gefertigt. In Japan gelten diese Schwerter als wertlos, in US-amerikanischen und europäischen Sammlerkreisen erzielen diese Waffen stellenweise hohe Preise.
Wohlhabende Offiziere durften sich das Schwert selbst stellen, wobei dann höherwertige, traditionelle Materialien und teils sehr gute, antike Klingen zum Einsatz kamen.

## Marine: Kaiguntō (海軍刀‚Marineschwert‘)
Marineschwerter, so genannte Kaiguntō wurden von höheren Offizieren getragen und haben zwei Obi-tori. Same-gawa, Rochenhaut kam unter der Griffwicklung und auch poliert auf der hölzernen Saya vor. Meistens bestand die Scheide jedoch aus schwarz lackiertem Metall. Am Griff war die Rochenhaut oftmals dunkelblau gefärbt. Manche Offiziere ließen sich Ledertsubas anfertigen die, gut geölt, widerstandsfähiger gegen Salzwasser waren. Die Qualität der Klingen variierte von maschinell produzierten Exemplaren (vor allem aus dem Tenshozan- oder dem Toyokawa-Arsenal) bis hin zu traditionell gefertigten Gendaito. Vor allem die Klingen aus dem Minatogawa-Schrein gelten als qualitativ hochwertig. Sie sind qualitativ mit denen des Yasukuni-Schreins vergleichbar. Man erkennt Minatogawa-Klingen am Stempel Minatogawa Kikusui Mon, der eine Chrysantheme im Wasser darstellt. Kaiguntō haben keinen Sicherungsmechanismus. Die Griffe waren immer gewickelt, sogar Seide wurde verwendet. Die höhere Qualität der Montierung erklärt sich auch dadurch, dass Infanterieschwerter meistens robuster sein mussten für den häufigen Feldeinsatz, da die Marineschwerter fast nie zum Einsatz im Kampf zwischen Schiffen kamen. Japanische Soldaten der Infanterie führten seit der Schlacht auf den Aleuten sog. Banzai-Angriffe durch, quasi die Armee-Version des selbstmörderischen Kamikaze-Angriffs in ausweglosen Situationen. Anstatt sich zu ergeben, was als Entehrung galt, griffen die Soldaten in einem Sturmangriff den Gegner an, die Offiziere meistens mit gezückten Schwertern. Viele Offiziere, besonders aus alten Samurai-Familien, konnten mit ihren Schwertern auch entsprechend gut umgehen und waren somit im Nahkampf enorm gefährliche Gegner.

## Klingen
Guntō kamen – abhängig vom Typ – entweder mit maschinell produzierten, nicht traditionell gefertigten oder auch traditionell gefertigten Klingen vor. Bei jeder Kategorie gab es verschiedene Unterkategorien. Hier werden die bekanntesten Kategorien aufgezählt.
- Maschinell produzierte Klingen: Maschinell produzierte Klingen wurden meist aus Fabrikstahl gefertigt und haben immer einen Arsenalstempel und eine Seriennummer. Einige der bekanntesten Arsenale sind Kokura und Nagoya.
- Murata-tō: Murata-tō waren Klingen, die aus einer Mischung aus Tamahagane und ausländischem Industriestahl geschmiedet und oft anschließend auf Hochglanz poliert wurden. Die Idee für diese Schwerter kam von General Tsuneyoshi Murata, der auch Gewehre und Bajonette entwickelte. Viele dieser Schwerter waren nach Vorbild des Kogarasu-maru geformt und hatten eine zweischneidige Spitze. Sie kamen vor allem bei Shikitō, aber auch vereinzelt in Kyū-Guntō und Shin-Guntō vor.
- Taisabi-tō: Taisabi-tō waren maschinell produzierte Klingen, die aus einer von der japanischen Marine speziell entwickelten Art von rostfreiem Stahl geschmiedet wurden. Dieser Stahl sollte aber nicht mit dem heutzutage bei Deko-Schwertern vorkommenden Edelstahl verwechselt werden. Taisabi-tō waren viel robuster. Die Hauptlieferanten von Taisabi-tō waren das Tenshozan-Arsenal und das Toyokawa-Arsenal.
- Shōwa-tō: Shōwa-tō waren Schwerter, die zwar von Hand geschmiedet wurden, für die aber keine traditionellen Materialien verwendet wurden. Fast immer kam Fabrikstahl zum Einsatz und die Klinge wurde in Öl gehärtet. Shōwa-tō trugen meistens eine Kirschblüte mit dem Kanji Shō für Shōwa auf dem Nakago (Angel). Oft gab es auch Exemplare mit dem Kanji Seki auf der Angel sowie andere, deren Bedeutungen bei Sammlern bekannt sind.
- Mantetsu-tō: Mantetsu-tō, auch Koa-Isshin-tō genannt, sind Schwerter, die aus mandschurischem Eisenbahnstahl gefertigt wurden. Es gab sowohl Exemplare, die in Öl gehärtet wurden als auch welche, die nach traditioneller Art in Wasser gehärtet wurden. Auf der Angel steht meistens die Inschrift Koa Isshin („Asien, ein Herz“), welches ein patriotischer Spruch der japanischen Besatzer der Mandschurei war. Mantetsu-tō  sind heutzutage bei Schwertsammlern wegen ihrer Robustheit gefragt.
- Gendai-tō: Gendai-tō sind traditionell in Japan gefertigte Schwerter, die nach traditioneller Art aus Tamahagane geschmiedet und in Wasser gehärtet wurden. Die Gendai-Periode des japanischen Schwerts begann 1877, als das Verbot des Schwerttragens (Haitorei) in Kraft trat. Als Material wird noch heute nach traditionellem Vorbild Tamahagane verwendet. Ab den 1930ern wurde aber auch mit Fabrikstahl experimentiert.
- Antike Klingen: Es kam oft vor, dass Offiziere während des Ersten Chinesisch-japanischen Kriegs (1894–1895) und des Russisch-Japanischen Kriegs (1904–1905) ihre Militärklingen durch antike Klingen ersetzten, da diese robuster waren. Obwohl viele Offiziere das nötige Kapital besaßen, um sich antike Klingen zu kaufen, wurden solche Klingen oft vererbt.

## Zusammenfassende Übersicht
| Name                 | Varianten          | jap. Bez.         | Übersetzung          | Einsatzzeit | Anmerkungen |
| -------------------- | ------------------ | ----------------- | -------------------- | --- | --- |
| Kyū-Guntō            | – –                | 旧軍刀            | altes Militärschwert | 1875 bis 1934 | Viele Stile ähnelten stark den europäischen und amerikanischen Schwertern der Zeit, mit einem umlaufenden Handschutz (auch als D-Schutz bekannt) und einer verchromten Scheide (Saya); die Stahlscheide soll um 1900 eingeführt worden sein. |
| Shin-Guntō           |                    | 新軍刀            | neues Armeerschwert  | 1935 bis 1945 | Die Dienstgrade der Offiziere wurden durch farbige Quasten angezeigt, die an einer Schlaufe am Ende des Griffs befestigt waren. Die entsprechenden Farben waren Braunrot und Gold für Generale, Braun und Rot für Feldoffiziere, Braun und Blau für Kompanie- oder Stabsoffiziere und Braun für die verschiedenen Unteroffiziersgrade                                                                                          |
|                      | kyūyon-shiki guntō | 九四式軍刀        | Typ 94 Shin-Guntō    | ab 1934 | ersetzte das westlich inspirierte Kyu Gunto. Es hatte einen traditionell konstruierten Griff (Tsuka) mit Rochenhaut (Same), die mit traditioneller Seidenwicklung (ito) umwickelt war. Die Scheide für den Typ 94 bestand aus Metall mit einer Holzverkleidung zum Schutz der Klinge. Sie war oft braun lackiert und hing an zwei Messinghalterungen, von denen eine abnehmbar war und nur bei voller Uniform verwendet wurde. |
| kyūgō-shiki guntō    | 九十五式軍刀       | Typ 95 Shin-Guntō | ab 1935              | für den Einsatz durch Unteroffiziere (NCOs) entworfen. Es sollte dem Offiziers-Shin-Guntō ähneln, aber in der Massenproduktion billiger sein. Alle diese Schwerter hatten maschinell gefertigte Klingen mit tiefen Hohlkehlen (bo hi) und eine in arabischen Ziffern auf die Klinge geprägte Seriennummer. 1945 wurde eine reduzierte Version hergestellt: einfacher Holzgriff mit kreuzschraffierten Rillen zum Greifen. Die Scheiden waren aus Holz statt aus Metall. | |
| kyūhachi-shiki guntō | 九八式軍刀         | Typ 98 Shin-Guntō | ab 1938              | Nur geringfügige Unterschiede zwischen den frühen Schwertern des Typs 98 und den Schwertern des Typs 94. Am auffälligsten war, dass der zweite (abnehmbare) Aufhängepunkt an der Scheide weggelassen wurde. Gegen Kriegsende versiegte Japans Metallversorgung und Shin-Guntō wurden mit bemalten Holzscheiden und billigeren oder gar keinen Messingverzierungen hergestellt.                                                                                          | |
| Kaiguntō             | – –                | 海軍刀            | Marineschwert        | 1935 bis 1945 | Das Kaiguntō war die weniger verbreitete Marineversionen des Shin-Guntō. Einige Kai Guntō wurden mit Klingen aus rostfreiem Stahl hergestellt. |

## Historisches Bildmaterial

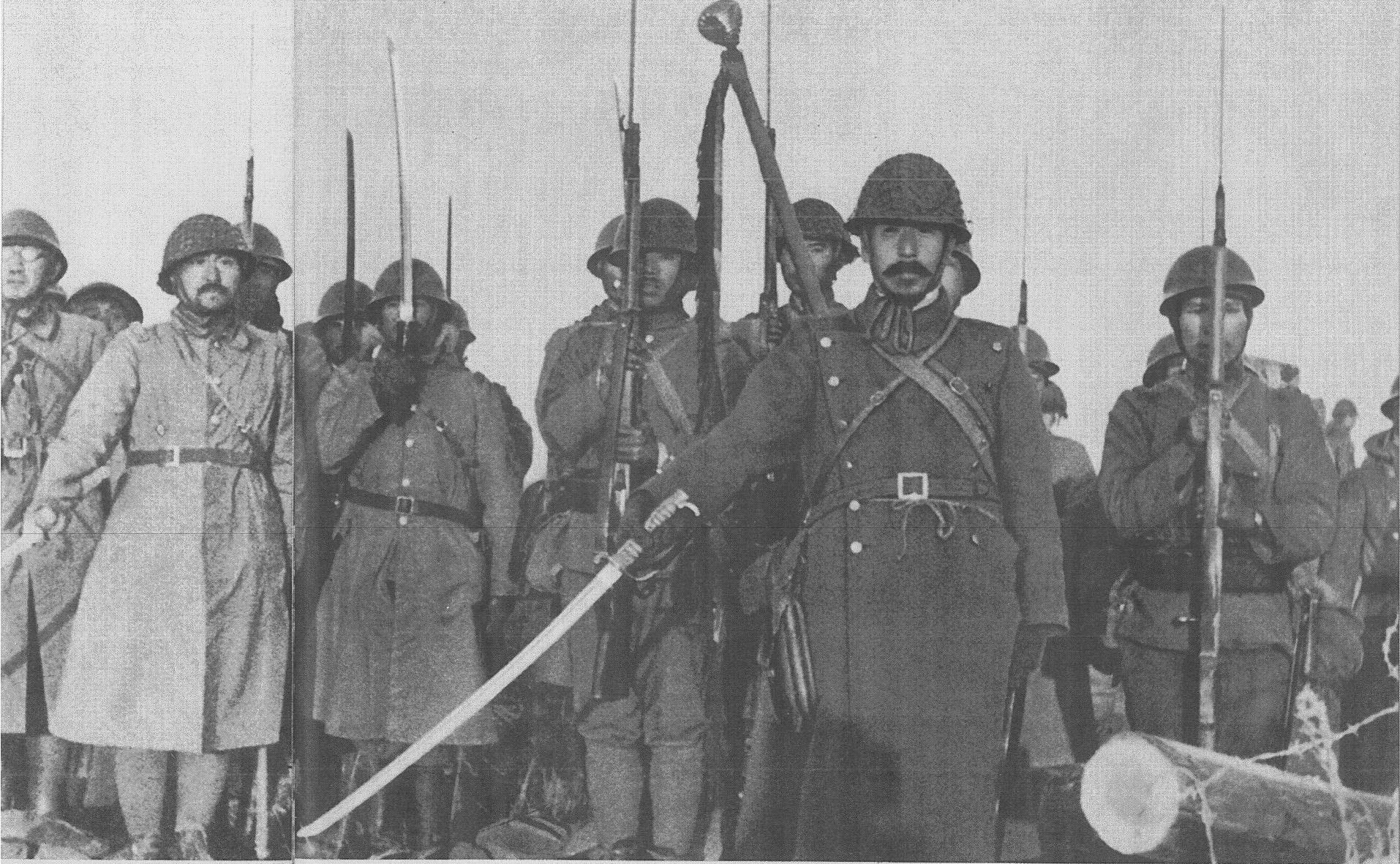
Bild 1
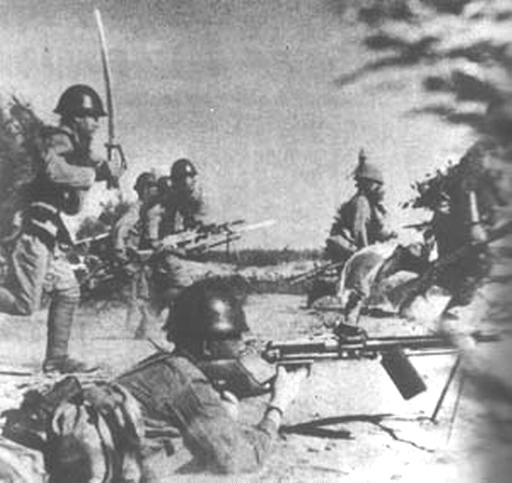
Bild 2
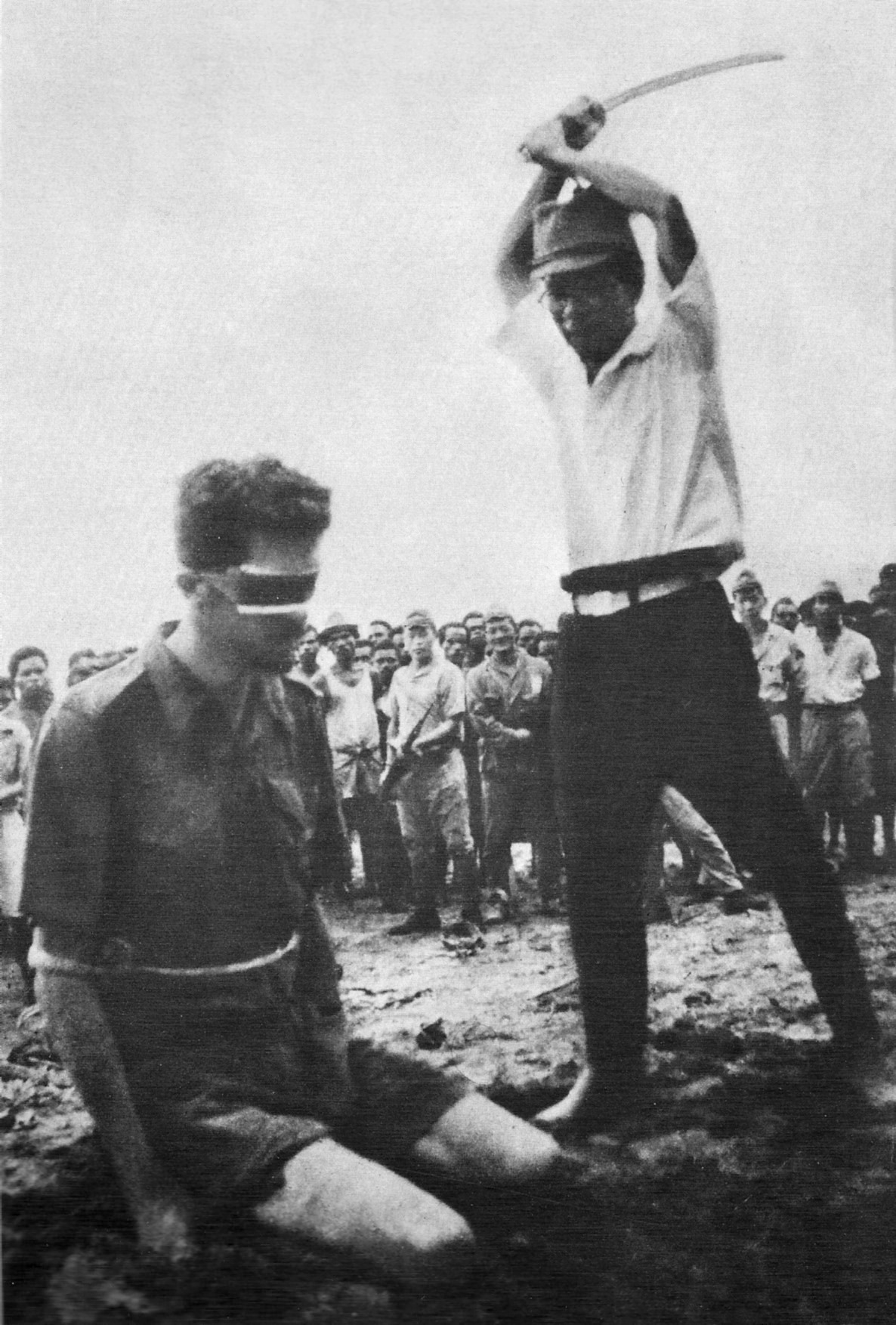
Bild 3
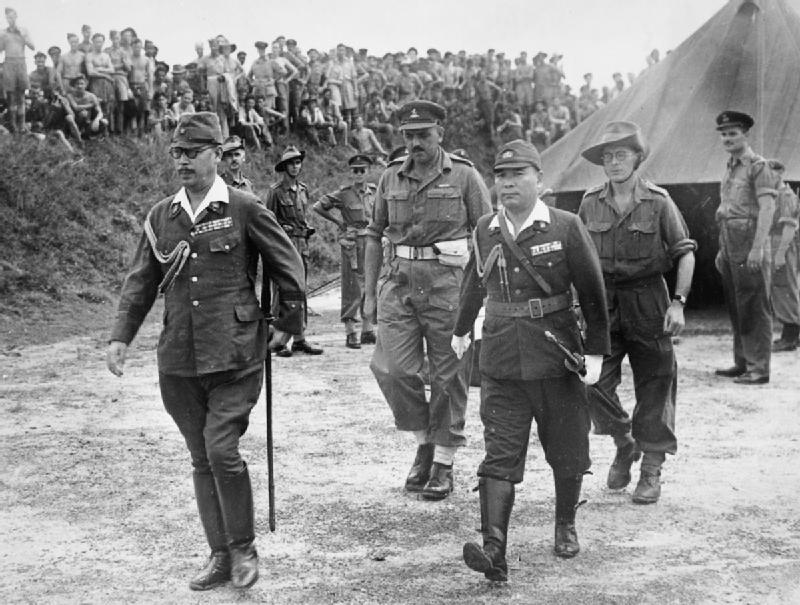
Bild 4
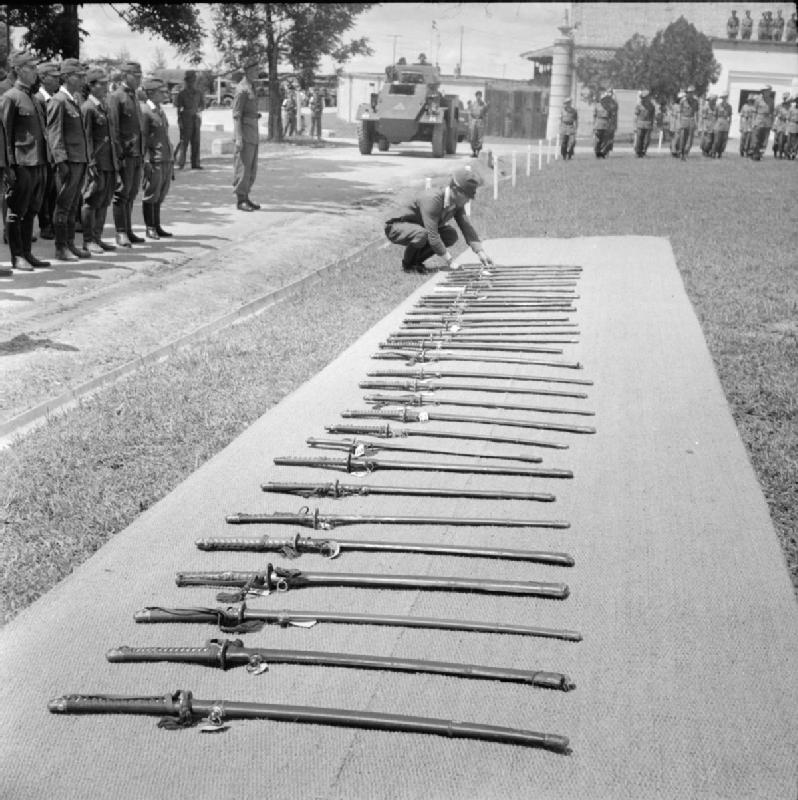
Bild 5
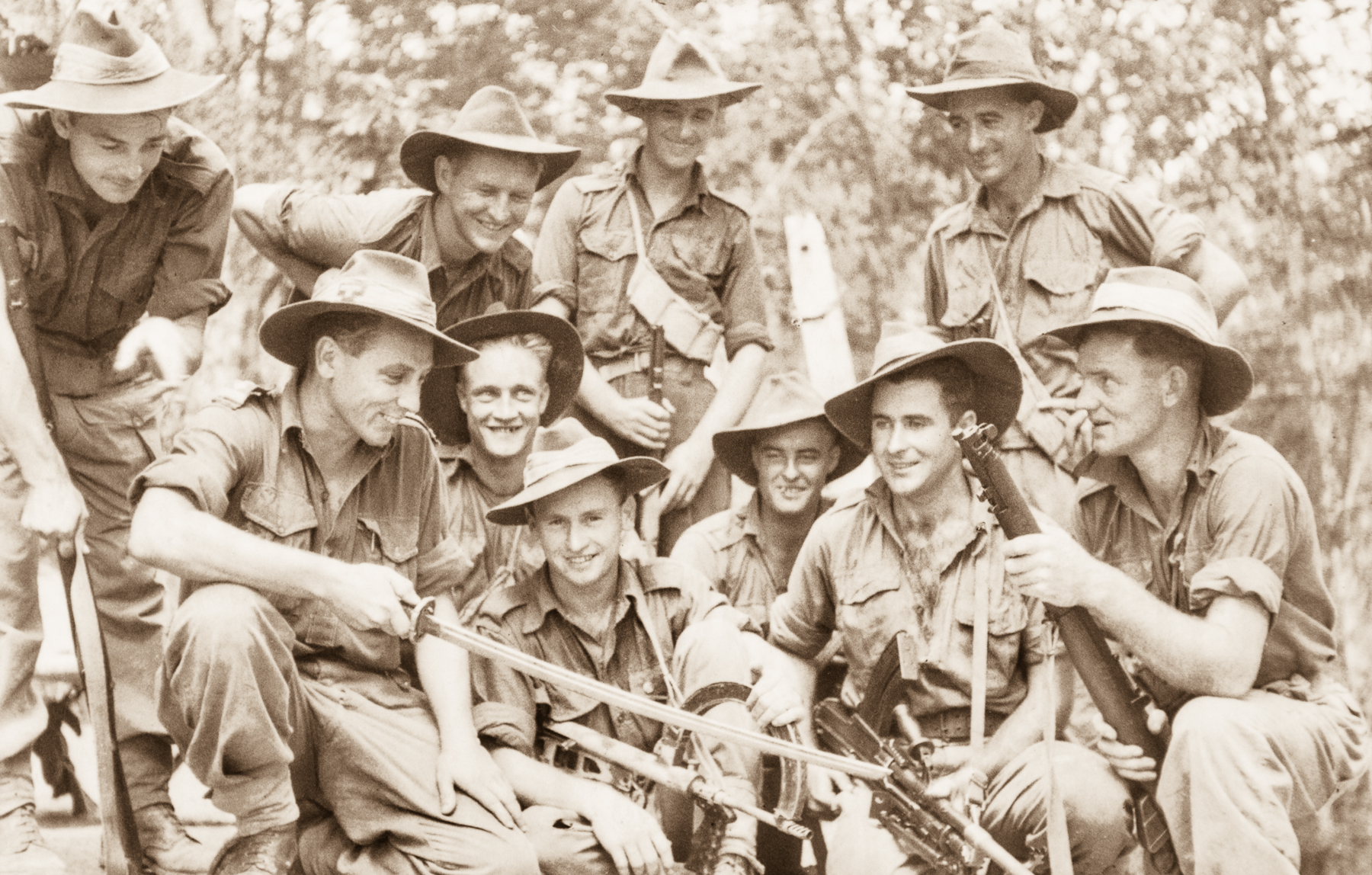
Bild 6

- Bild 1: Armee-Infanterieoberst Jiro Wakisaka (Mitte) trägt ein Militärschwert im Meiji-Stil für Offiziere (das „alte“ Kyū-Guntō). Im hinteren Teil sind Offiziere und Unteroffiziere zu sehen, die Militärschwerter tragen, die wie Waffen im Stil von 1930 aussehen (im Jahr 1937)
- Bild 2: Ein japanischer Unteroffizier mit gezücktem Guntō stürmt mit seinen Männern vorwärts (1940, Chinesisch-Japanischer Krieg)
- Bild 3: Ein Foto, das bei der Leiche eines japanischen Soldaten gefunden wurde, zeigt Sergeant Leonard G. Siffleet mit verbundenen Augen und gefesselten Armen, kurz vor seiner Enthauptung (Aitape, Neuguinea. 24. Oktober 1943)
- Bild 4: Armeegeneral Takanori Numata und Marine-Konteradmiral Kanye Nakado bei der Kapitulation vor britischen und indischen Streitkräften. Beide tragen Guntō-Schwerter. Ersterer trägt den kurzen Schwertgürtel eines Armeeoffiziers unter seiner Jacke und letzterer trägt einen Schwertgürtel eines Marineoffiziers mit einem diagonalen Gürtel über seiner Jacke (Februar 1945)
- Bild 5: Die britische Wiederbesetzung Malayas: Ein japanischer Offizier des 7 Area Army Headquarters legt sein Schwert neben die seiner Offizierskameraden bei einer offiziellen Kapitulationszeremonie (Februar 1945)
- Bild 6: Soldaten der australischen Armee posieren für ein Erinnerungsfoto mit einem japanischen Militärschwert (Typ 95 Guntō), als Kriegsbeute (Juli 1945)

## Gegenwart

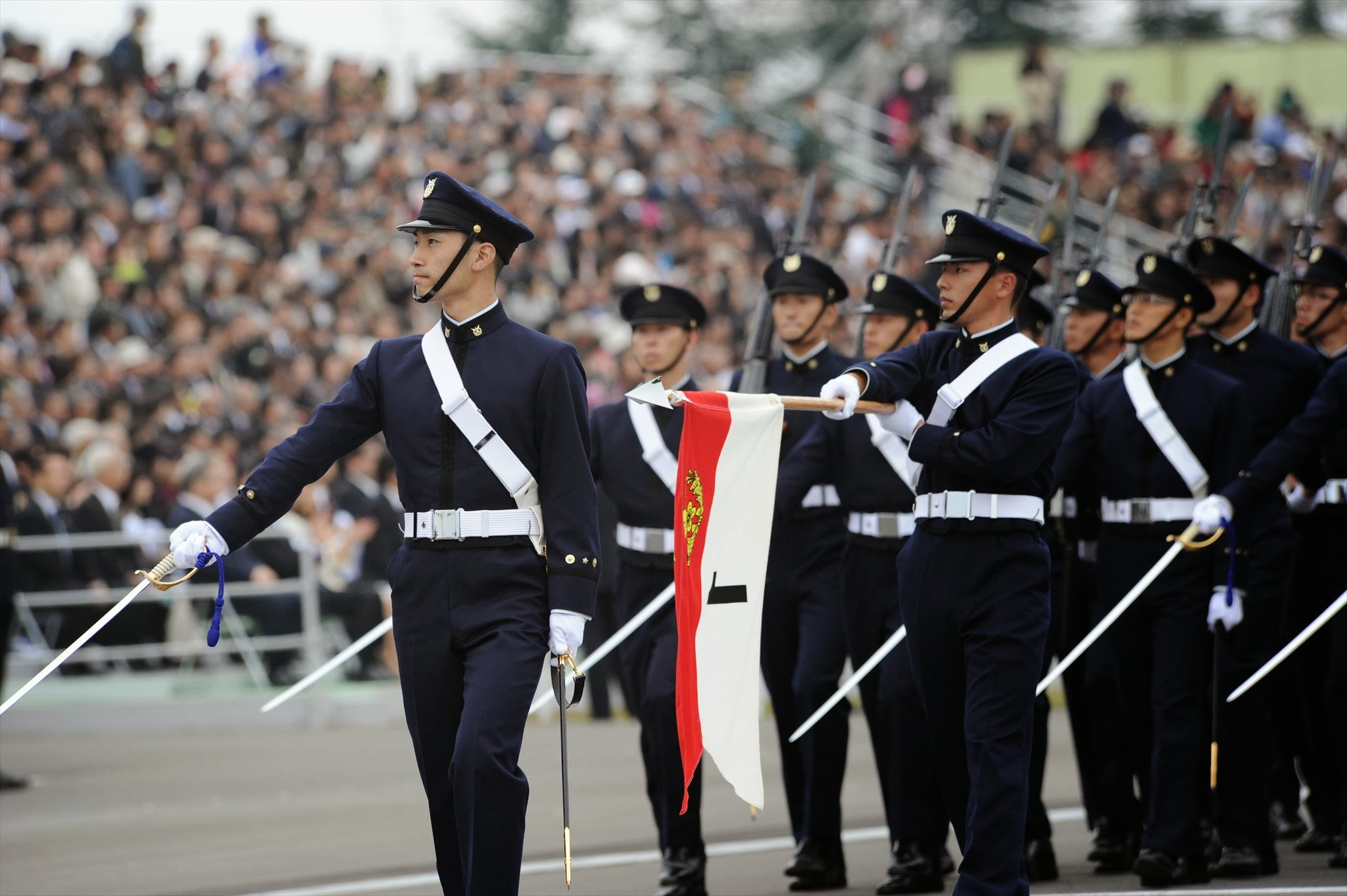
Guntō bei einer Besichtigungsinspektion

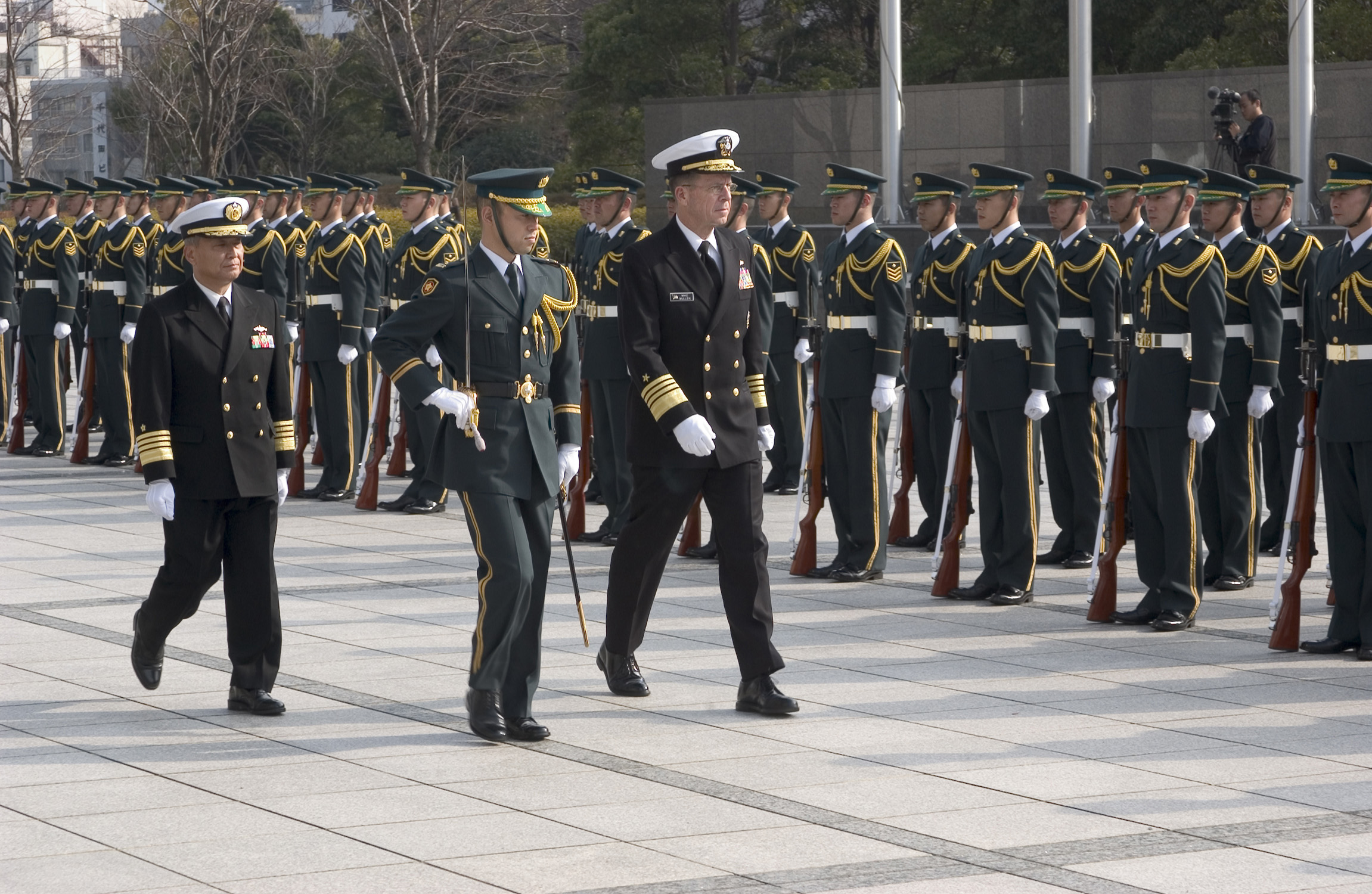
Ehrengarde der Sicherheitsstaffel der Bodenselbstverteidigungsstreitkräfte

Bei den heutigen japanischen Selbstverteidigungskräften wird das Guntō als rein zeremonielles Schwert verwendet (bei allen drei Truppengattungen gemeinsam: Land-, See- und Luftstreitkräfte). Die optische Ausführung ist im Säbelstil gehalten und die Klinge ist eine Scheinklinge ohne Schliff und besondere Härtung. Ähnlich wie beim früheren japanischen Militär werden die zeremoniellen Schwerter, die von hochrangigen Mitgliedern der Selbstverteidigungskräfte verwendet werden, nicht als Waffen, sondern als Teil ihrer Kleidung behandelt.
Zeremonielle Guntō werden getragen, wenn Verteidigungsattachés und andere Personen im Ausland formelle Kleidung (Uniform) tragen, Kommandeure der Ehrengarde Paradeuniform tragen und Ausbildungsflotten auf Seereisen Ehrengarde leisten, sowie wenn der Stabschef es für besonders notwendig erachtet, bei internationalen Veranstaltungen das Armeeschwert zu präsentieren, und das Tragen anordnet. Es kann auch vom Angehörigen der Selbstverteidigungskräfte bei Hochzeiten getragen werden.
Nicht nur die Soldaten der Selbstverteidigungsstreitkräfte, sondern auch Studenten der Nationalen Verteidigungsakademie tragen das Guntō manchmal bei Inspektionszeremonien.